# Грегр, Юлиус
Юлиус Грегр (чеш. Julius Grégr; 1831—1896) — чешский публицист и политический деятель, депутат чешского земского сейма (1865-1894) и австрийского рейхсрата (1879-1880); брат Эдварда Грегра.

## Биография
Юлиус Грегр родился 19 декабря 1831 года в Градец-Кралове.

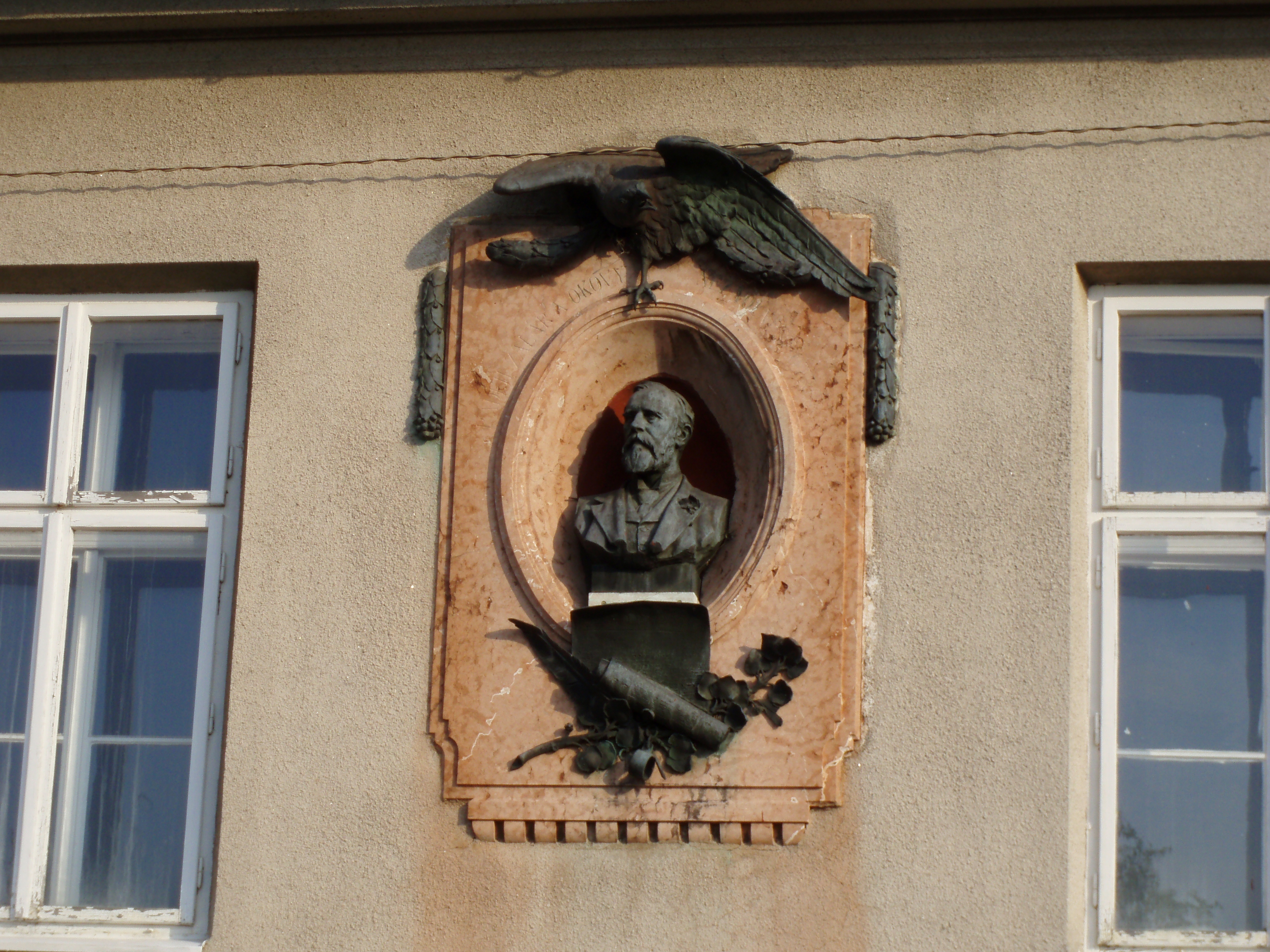
Мемориальная доска на месте рождения

В 1859 году Грегр стал доктором права в Карловом университете в Праге и после долгих споров получил разрешение правительства на издание газеты «Národní listy» (Народная газета) на чешском языке — первой самостоятельной политической газеты на чешском языке. Первый номер газеты вышел 1 января 1861 года, в редакцию входили Франтишек Палацкий, Франтишек Ладислав Ригер, Ян Евангелиста Пуркине и Вацлав Владивой Томек.
В публицистических статьях выступал в поддержку выдвинутой младочехами программы преобразования легальными средствами двуединой Австро-Венгрии в триединую Австро-Венгро-Чешскую монархию с Габсбургами во главе.
С самого начала газета подвергалась преследованиям за острые политические статьи, и в 1862 году Грегра приговорили к десяти месяцам тюремного заключения, лишению докторской степени и гражданских прав, а также штрафу в размере 3000 гульденов..
Издание газеты было передано его брату Эдуарду Грегру, но после ухода в отставку в 1865 году Антона фон Шмерлинга при умеренном режиме Рихарда Белькреди он восстановил свои прежние права.
Газета  «Národní listy» (Народная газета) после разделения партии на старо- и младочехов стала органом последней фракции.
Грегр основал также книжную торговлю и создал большую типографию для распространения чешской литературы. 
В 1867 входил в состав чешской делегации на Славянском съезде в Москве.
В 1867 году издание газеты Грегра было приостановлено на три месяца, в течение которых он издавал временную газету «Národní noviny». В 1868 году его приговорили к штрафу в размере 30 000 гульденов, семерых редакторов газеты — к длительному тюремному заключению, а газету снова закрыли и временно заменили на «Naše listy».
Юлиус Грегр избирался в члены чешского сейма и одно время был и депутатом в рейхсрате, но в 1880 году сложил свои депутатские полномочия, не желая подчиняться старочешскому большинству.
Юлиус Грегр умер 4 октября 1896 года в Либчице-над-Влтавоу.

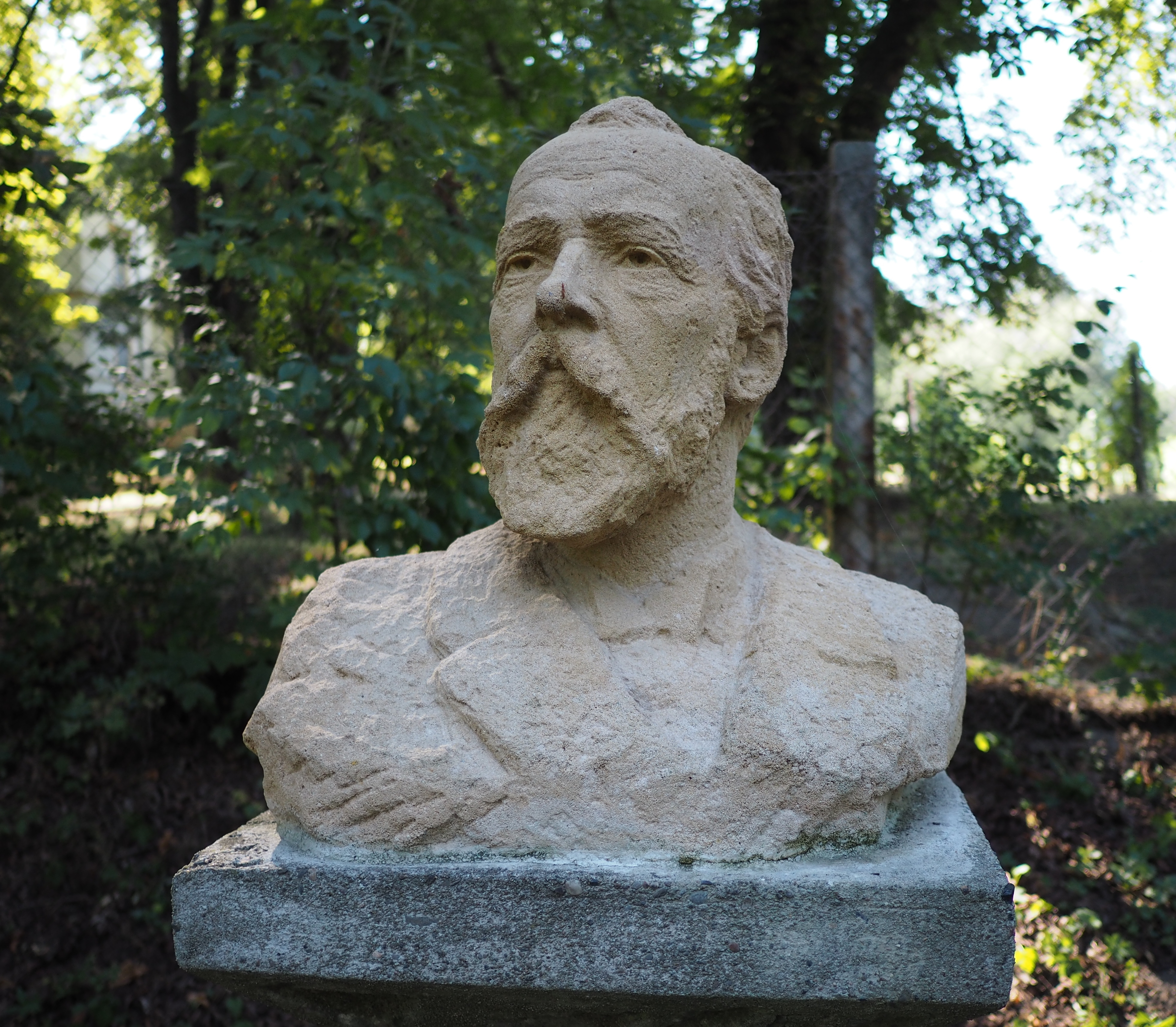
Бюст Юлиуса Грегора в Масловицах

## Брак и дети
Грегр был женат дважды и имел шестерых детей.